# Giải đua ô tô Công thức 1 Ý 2007
Giải đua ô tô Công thức 1 Ý năm 2007 là chặng đua thứ mười ba của giải vô địch thế giới Công thức 1 năm 2007. Giải được tổ chức vào ngày 9 tháng 9 năm 2007.

## Xếp hạng chi tiết
| STT     | Số xe | Tay đua              | Đội đua            | Số vòng | Thời gian   | Xuất phát | Điểm |
| ------- | ----- | -------------------- | ------------------ | ------- | ----------- | --------- | ---- |
| 1       | 1     | Fernando Alonso      | McLaren-Mercedes   | 53      | 1:18:37.806 | 1         | 10   |
| 2       | 2     | Lewis Hamilton       | McLaren-Mercedes   | 53      | +6.0 giây   | 2         | 8    |
| 3       | 6     | Kimi Räikkönen       | Ferrari            | 53      | +27.3 giây  | 5         | 6    |
| 4       | 9     | Nick Heidfeld        | BMW Sauber         | 53      | +56.5 giây  | 4         | 5    |
| 5       | 10    | Robert Kubica        | BMW Sauber         | 53      | +60.5 giây  | 6         | 4    |
| 6       | 16    | Nico Rosberg         | Williams-Toyota    | 53      | +65.8 giây  | 8         | 3    |
| 7       | 4     | Heikki Kovalainen    | Renault            | 53      | +66.7 giây  | 7         | 2    |
| 8       | 7     | Jenson Button        | Honda              | 53      | +72.1 giây  | 10        | 1    |
| 9       | 15    | Mark Webber          | Red Bull-Renault   | 53      | +75.8 giây  | 11        |      |
| 10      | 8     | Rubens Barrichello   | Honda              | 53      | +76.9 giây  | 12        |      |
| 11      | 12    | Jarno Trulli         | Toyota             | 53      | +77.7 giây  | 9         |      |
| 12      | 3     | Giancarlo Fisichella | Renault            | 52      | +1 vòng     | 15        |      |
| 13      | 17    | Alexander Wurz       | Williams-Toyota    | 52      | +1 vòng     | 13        |      |
| 14      | 23    | Anthony Davidson     | Super Aguri-Honda  | 52      | +1 vòng     | 14        |      |
| 15      | 11    | Ralf Schumacher      | Toyota             | 52      | +1 vòng     | 18        |      |
| 16      | 22    | Takuma Sato          | Super Aguri-Honda  | 52      | +1 vòng     | 17        |      |
| 17      | 18    | Vitantonio Liuzzi    | Toro Rosso-Ferrari | 52      | +1 vòng     | 19        |      |
| 18      | 19    | Sebastian Vettel     | Toro Rosso-Ferrari | 52      | +1 vòng     | 16        |      |
| 19      | 20    | Adrian Sutil         | Spyker-Ferrari     | 52      | +1 vòng     | 21        |      |
| 20      | 21    | Sakon Yamamoto       | Spyker-Ferrari     | 52      | +1 vòng     | 22        |      |
| Bỏ cuộc | 5     | Felipe Massa         | Ferrari            | 10      | Dừng        | 3         |      |
| Bỏ cuộc | 14    | David Coulthard      | Red Bull-Renault   | 1       | Tai nạn     | 20        |      |